# 콜드 대왕
콜드 대왕(コルド大王, King Cold)은 토리야마 아키라의 만화 드래곤볼 애니메이션의 등장 인물이다.

## 행적
성우
- 일본 : 고우리 다이스케, 오오토모 류자부로
- 대한민국 : 이종구, 한상혁, 심정민[1]

프리저의 아버지. 프리저가 죽을 뻔할걸 로봇으로 만들어 살렸다. 지구를 침략하지만, 트랭크스에게 죽는다. 프리저보다 덩치가 훨씬 크며, 프리저와 똑같이 생겼다.
1. ↑  내퍼와 중복으로, 고우리 다이스케와 오오토모 류자부로, 심정민 모두 우마왕을 맡았다.